# Trần Ly Ly
Trần Ly Ly (sinh ngày 2 tháng 11 năm 1978) là một biên đạo múa, nghệ sĩ nhân dân Việt Nam, Phó Cục trưởng Cục Nghệ thuật Biểu diễn, nguyên Giám đốc Nhà hát Nhạc Vũ Kịch Việt Nam. Bà được nhà nước Việt Nam trao tặng Giải thưởng Nhà nước về văn học nghệ thuật.

## Tiểu sử
Trần Ly Ly sinh ngày 2 tháng 11 năm 1978 tại Hà Nội, trong gia đình có truyền thống nghệ thuật, mẹ là diễn viên múa ballet. Khi mới 10 tuổi, Trần Ly Ly bắt đầu học múa chuyên nghiệp và sau đó giành nhiều giải thưởng tài năng múa trẻ toàn quốc vào các năm 1992, 1994.

## Sự nghiệp
Sau khi đỗ thủ khoa của Khoa Sáng tác Múa, Trường Đại học Sân khấu Điện ảnh Hà Nội, Trần Ly Ly nhận được học bổng du học tại Đại học Công nghệ Queensland (Úc). Sau 7 năm học tập và làm việc tại Úc, Pháp, năm 2003, mặc dù có nhiều lời mời làm việc tại nước ngoài nhưng Trần Ly Ly vẫn quyết định về nước. Hàng loạt tác phẩm múa của Trần Ly Ly ra đời sau đó, gây tiếng vang trong công luận như "One day"; "Zen"; "7X"; "Yes yes no no".
Cuối năm 2018, Trần Ly Ly rời vị trí Phó Hiệu trưởng Trường Múa Thành phố Hồ Chí Minh ra Hà Nội đảm nhận vai trò Quyền Giám đốc Nhà hát Nhạc Vũ Kịch Việt Nam. Đến năm 2020, bà chính thức được bổ nhiệm giữ chức Giám đốc, trở thành nữ lãnh đạo đầu tiên trong 60 năm lịch sử của nhà hát này. Năm 2019, Trần Ly Ly được tạp chí Forbes vinh danh "Top 50 phụ nữ ảnh hưởng nhất Việt Nam".
Tháng 1 năm 2022, Trần Ly Ly được Bộ trưởng Bộ Văn hóa, Thể thao và Du lịch Nguyễn Văn Hùng ký quyết định bổ nhiệm Quyền Cục trưởng Cục Nghệ thuật biểu diễn và trở thành nữ lãnh đạo đầu tiên của Cục này. Cùng năm này, bà được trao tặng Giải thưởng Nhà nước về Văn học Nghệ thuật cho các tác phẩm múa: "Thiền", "Mầm đất", "Hạn hán" và "Dũng sĩ rừng Sác". Đến năm 2023, Trần Ly Ly được nhà nước Việt Nam phong tặng danh hiệu Nghệ sĩ Nhân dân.

## Thành tựu
- Giải thưởng Nhà nước về Văn học Nghệ thuật (2022).[13]

### Danh hiệu
- Nghệ sĩ ưu tú (2012).
- Nghệ sĩ Nhân dân (2023).[14][15]

### Giải thưởng
| Năm  | Giải thưởng                     | Hạng mục                    | Tác phẩm              | Kết quả   | Nguồn  |
| ---- | ------------------------------- | --------------------------- | --------------------- | --------- | ------ |
| 2021 | Liên hoan Ca Múa Nhạc toàn quốc | Chỉ đạo nghệ thuật xuất sắc | Những người thống khổ | Đoạt giải | [ 16 ] |